# Giải vô địch bóng đá châu Âu 1988
Giải vô địch bóng đá châu Âu 1988 (UEFA Euro 1988) là giải vô địch bóng đá châu Âu lần thứ 8 do UEFA tổ chức 4 năm một lần. Vòng chung kết diễn ra tại Tây Đức từ ngày 10 đến ngày 25 tháng 6 năm 1988. Tại giải, đội tuyển Hà Lan dưới sự dẫn dắt của bộ ba người Hà Lan bay (Marco van Basten, Ruud Gullit và Frank Rijkaard) giành chức vô địch châu Âu đầu tiên của mình. Còn Pháp trở thành nhà vô địch duy nhất không vượt qua vòng loại của mùa giải năm sau.

## Các sân vận động
| MünchenGelsenkirchenHamburgFrankfurt am MainDüsseldorfHannoverStuttgartKöln | MünchenGelsenkirchenHamburgFrankfurt am MainDüsseldorfHannoverStuttgartKöln | München              | Gelsenkirchen              |
| --------------------------------------------------------------------------- | --------------------------------------------------------------------------- | -------------------- | -------------------------- |
| MünchenGelsenkirchenHamburgFrankfurt am MainDüsseldorfHannoverStuttgartKöln | MünchenGelsenkirchenHamburgFrankfurt am MainDüsseldorfHannoverStuttgartKöln | Sân vận động Olympic | Parkstadion                |
| MünchenGelsenkirchenHamburgFrankfurt am MainDüsseldorfHannoverStuttgartKöln | MünchenGelsenkirchenHamburgFrankfurt am MainDüsseldorfHannoverStuttgartKöln | Sức chứa: 69.256     | Sức chứa: 70.748           |
| MünchenGelsenkirchenHamburgFrankfurt am MainDüsseldorfHannoverStuttgartKöln | MünchenGelsenkirchenHamburgFrankfurt am MainDüsseldorfHannoverStuttgartKöln |                      |                            |
| MünchenGelsenkirchenHamburgFrankfurt am MainDüsseldorfHannoverStuttgartKöln | MünchenGelsenkirchenHamburgFrankfurt am MainDüsseldorfHannoverStuttgartKöln | Hamburg              | Frankfurt am Main          |
| MünchenGelsenkirchenHamburgFrankfurt am MainDüsseldorfHannoverStuttgartKöln | MünchenGelsenkirchenHamburgFrankfurt am MainDüsseldorfHannoverStuttgartKöln | Volksparkstadion     | Waldstadion                |
| MünchenGelsenkirchenHamburgFrankfurt am MainDüsseldorfHannoverStuttgartKöln | MünchenGelsenkirchenHamburgFrankfurt am MainDüsseldorfHannoverStuttgartKöln | Sức chứa: 61.330     | Sức chứa: 61.056           |
| MünchenGelsenkirchenHamburgFrankfurt am MainDüsseldorfHannoverStuttgartKöln | MünchenGelsenkirchenHamburgFrankfurt am MainDüsseldorfHannoverStuttgartKöln |                      |                            |
| Düsseldorf                                                                  | Hannover                                                                    | Stuttgart            | Köln                       |
| Rheinstadion                                                                | Niedersachsenstadion                                                        | Neckarstadion        | Sân vận động Müngersdorfer |
| Sức chứa: 68.400                                                            | Sức chứa: 60.366                                                            | Sức chứa: 70.705     | Sức chứa: 60.584           |
|                                                                             |                                                                             |                      |                            |

## Các đội tham dự

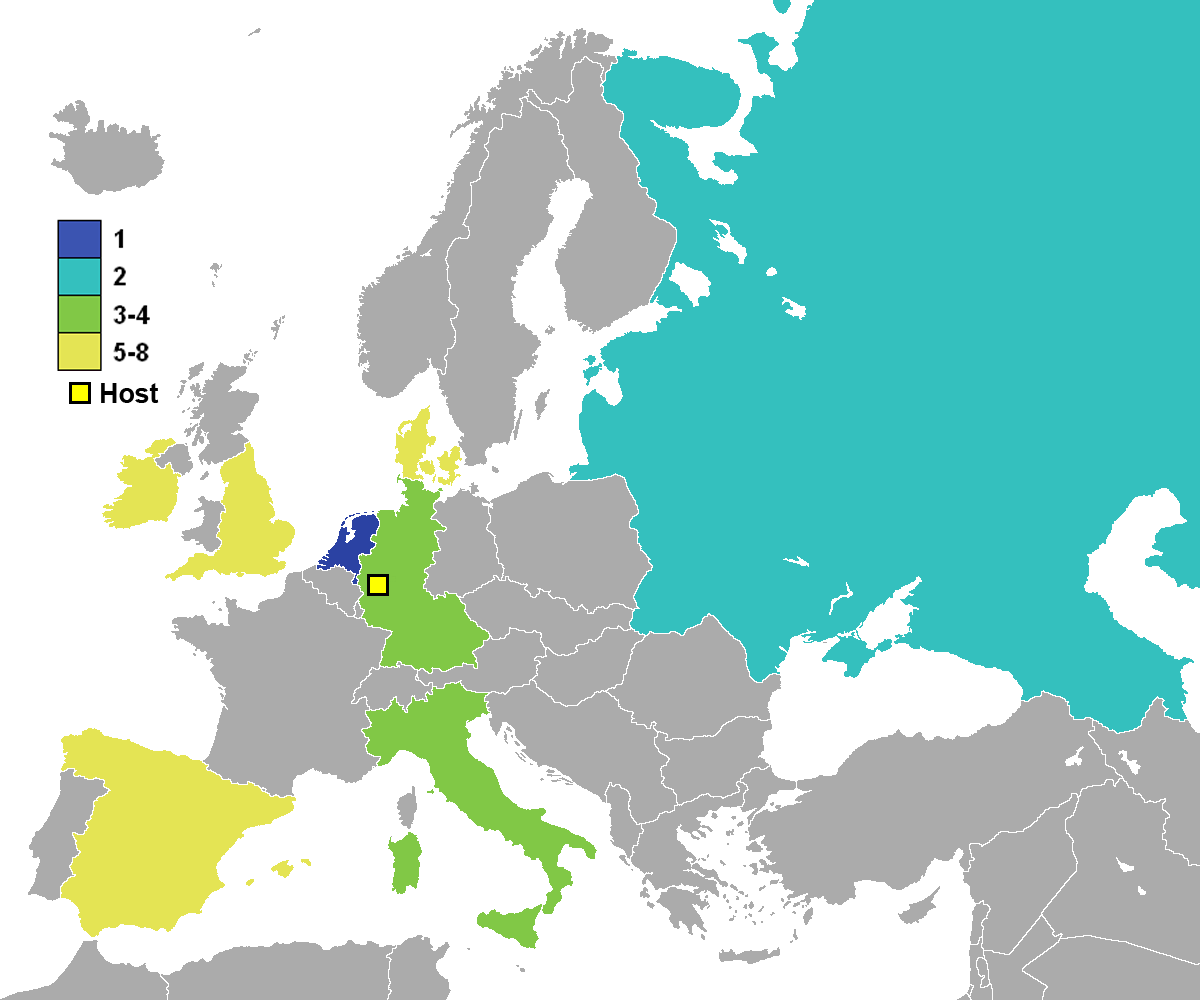
Các quốc gia lọt vào vòng chung kết Euro 1988

Các quốc gia tham dự vòng chung kết lần này gồm:
| Đội tuyển        | Các lần tham dự trước      |
| ---------------- | -------------------------- |
| Anh              | 2 (1968, 1980)             |
| Tây Đức          | 4 (1972, 1976, 1980, 1984) |
| Hà Lan           | 2 (1976, 1980)             |
| Cộng hòa Ireland | Lần đầu                    |
| Ý                | 2 (1968, 1980)             |
| Liên Xô          | 4 (1960, 1964, 1968, 1972) |
| Đan Mạch         | 2 (1964, 1984)             |
| Tây Ban Nha      | 3 (1964, 1980, 1984)       |

In đậm: năm vô địch

## Trọng tài
| - Alexis Ponnet - Siegfried Kirschen - Keith Hackett - Michel Vautrot - Paolo Casarin - Albert Thomas | - José Rosa dos Santos - Ioan Igna - Robert Valentine - Emilio Soriano Aladren - Erik Fredriksson - Bruno Galler - Dieter Pauly |

## Vòng chung kết

### Vòng đấu bảng
|  | Đội giành quyền vào vòng trong. |

#### Bảng A
| Đội         | Pld | W | D | L | GF | GA | GD | Pts |
| ----------- | --- | - | - | - | -- | -- | -- | --- |
| Tây Đức     | 3   | 2 | 1 | 0 | 5  | 1  | +4 | 5   |
| Ý           | 3   | 2 | 1 | 0 | 4  | 1  | +3 | 5   |
| Tây Ban Nha | 3   | 1 | 0 | 2 | 3  | 5  | −2 | 2   |
| Đan Mạch    | 3   | 0 | 0 | 3 | 2  | 7  | −5 | 0   |

| Tây Đức    | 1-1      | Ý           |
| ---------- | -------- | ----------- |
| Brehme 55' | Chi tiết | Mancini 52' |

| Đan Mạch                  | 2-3      | Tây Ban Nha                               |
| ------------------------- | -------- | ----------------------------------------- |
| Laudrup 24' · Povlsen 82' | Chi tiết | Míchel 5' · Butragueño 52' · Gordillo 67' |

| Tây Đức                  | 2-0      | Đan Mạch |
| ------------------------ | -------- | -------- |
| Klinsmann 10' · Thon 85' | Chi tiết |          |

| Ý          | 1-0      | Tây Ban Nha |
| ---------- | -------- | ----------- |
| Vialli 73' | Chi tiết |             |

| Tây Đức         | 2-0      | Tây Ban Nha |
| --------------- | -------- | ----------- |
| Völler 29', 51' | Chi tiết |             |

| Ý                               | 2-0        | Đan Mạch |
| ------------------------------- | ---------- | -------- |
| Altobelli 67' · De Agostini 87' | (chi tiết) |          |

#### Bảng B
| Đội              | Pld | W | D | L | GF | GA | GD | Pts |
| ---------------- | --- | - | - | - | -- | -- | -- | --- |
| Liên Xô          | 3   | 2 | 1 | 0 | 5  | 2  | +3 | 5   |
| Hà Lan           | 3   | 2 | 0 | 1 | 4  | 2  | +2 | 4   |
| Cộng hòa Ireland | 3   | 1 | 1 | 1 | 2  | 2  | 0  | 3   |
| Anh              | 3   | 0 | 0 | 3 | 2  | 7  | −5 | 0   |

| Anh | 0-1      | Cộng hòa Ireland |
| --- | -------- | ---------------- |
|     | Chi tiết | Houghton 6'      |

| Hà Lan | 0-1      | Liên Xô  |
| ------ | -------- | -------- |
|        | Chi tiết | Rats 52' |

| Anh        | 1-3      | Hà Lan                   |
| ---------- | -------- | ------------------------ |
| Robson 53' | Chi tiết | Van Basten 44', 71', 75' |

| Cộng hòa Ireland | 1-1      | Liên Xô      |
| ---------------- | -------- | ------------ |
| Whelan 38'       | Chi tiết | Protasov 74' |

| Anh       | 1-3      | Liên Xô                                         |
| --------- | -------- | ----------------------------------------------- |
| Adams 16' | Chi tiết | Aleinikov 3' · Mikhailichenko 28' · Pasulko 73' |

| Cộng hòa Ireland | 0-1      | Hà Lan    |
| ---------------- | -------- | --------- |
|                  | Chi tiết | Kieft 82' |

## Vòng đấu loại trực tiếp
|  | Bán kết                | Bán kết |   |  | Chung kết            | Chung kết |  |
|  |                        |         |   |  |                      |           |  |
|  | 21 tháng 6 – Hamburg   |         |   |  |                      |           |  |
|  | Tây Đức                | 1       |   |  |                      |           |  |
|  | Hà Lan                 | 2       |   |  |                      |           |  |
|  |                        |         |   |  |                      |           |  |
|  |                        |         |   |  | 25 tháng 6 – München |           |  |
|  |                        |         |   |  | Hà Lan               | 2         |  |
|  |                        | Liên Xô | 0 |  |                      |           |  |
|  |                        |         |   |  |                      |           |  |
|  |                        |         |   |  |                      |           |  |
|  |                        |         |   |  |                      |           |  |
|  | 22 tháng 6 – Stuttgart |         |   |  |                      |           |  |
|  | Ý                      | 0       |   |  |                      |           |  |
|  | Liên Xô                | 2       |   |  |                      |           |  |

### Bán kết
| Tây Đức      | 1-2      | Hà Lan                      |
| ------------ | -------- | --------------------------- |
| Matthäus 55' | Chi tiết | Koeman 74' · Van Basten 88' |

| Liên Xô                        | 2-0      | Ý |
| ------------------------------ | -------- | - |
| Lytovchenko 58' · Protasov 62' | Chi tiết |   |

### Chung kết
| Liên Xô | 0-2      | Hà Lan                      |
| ------- | -------- | --------------------------- |
|         | Chi tiết | Gullit 32' · Van Basten 54' |

## Cầu thủ ghi bàn
| 5 bàn - Marco van Basten 2 bàn - Rudi Völler - Oleh Protasov 1 bàn - Michael Laudrup - Flemming Povlsen - Tony Adams - Bryan Robson - Andreas Brehme - Jürgen Klinsmann - Lothar Matthäus - Olaf Thon | 1 bàn (tiếp) - Alessandro Altobelli - Luigi De Agostini - Roberto Mancini - Gianluca Vialli - Ruud Gullit - Wim Kieft - Ronald Koeman - Ray Houghton - Ronnie Whelan - Sergei Aleinikov - Hennadiy Lytovchenko - Oleksiy Mykhailychenko - Viktor Pasulko - Vasyl Rats - Emilio Butragueño - Rafael Gordillo - Míchel |

## Đội hình tiêu biểuLưu trữngày 23 tháng 1 năm 2009 tạiWayback Machine
| Thủ môn            | Hậu vệ                                                      | Tiền vệ                                                   | Tiền đạo                         |
| ------------------ | ----------------------------------------------------------- | --------------------------------------------------------- | -------------------------------- |
| Hans Van Breukelen | Giuseppe Bergomi Ronald Koeman Frank Rijkaard Paolo Maldini | Giuseppe Giannini Lothar Matthäus Jan Wouters Ruud Gullit | Gianluca Vialli Marco van Basten |

## Bảng xếp hạng giải đấu
| R                   | Đội              | G | Pld | W | D | L | GF | GA | GD | Pts |
| ------------------- | ---------------- | - | --- | - | - | - | -- | -- | -- | --- |
| 1                   | Hà Lan           | B | 5   | 4 | 0 | 1 | 8  | 3  | +5 | 8   |
| 2                   | Liên Xô          | B | 5   | 3 | 1 | 1 | 7  | 4  | +3 | 7   |
| Bị loại ở bán kết   |                  |   |     |   |   |   |    |    |    |     |
| 3                   | Tây Đức          | A | 4   | 2 | 1 | 1 | 6  | 3  | +3 | 5   |
| 4                   | Ý                | A | 4   | 2 | 1 | 1 | 4  | 3  | +1 | 5   |
| Bị loại ở vòng bảng |                  |   |     |   |   |   |    |    |    |     |
| 5                   | Cộng hòa Ireland | B | 3   | 1 | 1 | 1 | 2  | 2  | 0  | 3   |
| 6                   | Tây Ban Nha      | A | 3   | 1 | 0 | 2 | 3  | 5  | −2 | 2   |
| 7                   | Đan Mạch         | A | 3   | 0 | 0 | 3 | 2  | 7  | −5 | 0   |
| 8                   | Anh              | B | 3   | 0 | 0 | 3 | 2  | 7  | −5 | 0   |